# Paul von Nießen
Paul von Nießen, bis 1904 van Nießen, (* 11. September 1857 in Stettin; † 28. Februar 1937 ebenda) war ein deutscher Gymnasiallehrer und Historiker. Er forschte und veröffentlichte zur Geschichte der Neumark und zur Geschichte Pommerns.

## Leben
Nießen wurde als Sohn eines Kaufmanns in Stettin geboren, die Familie seines Vaters war eine alte Danziger Kaufmannsfamilie. Seine Mutter Laura Müller war die Tochter des Organisten der Stettiner Nikolai-Johannis-Gemeinde. Sein Vater starb, als Nießen zwei Jahre alt war. Seine Mutter zog daraufhin mit ihm nach Dramburg, wo sie zunächst als Musiklehrerin arbeitete und dann erneut heiratete. In Dramburg wuchs Nießen auf und besuchte das Gymnasium bis zum Abitur 1875. 
Er studierte Geschichte und Geographie an der Friedrich-Wilhelms-Universität Berlin. Während seines Studiums wurde er 1875  Mitglied der Berliner Burschenschaft Arminia. Im Jahre 1882 erwarb er die Befähigung für das höhere Lehramt in Geschichte, Geographie und Latein; später kam noch die Lehrbefähigung in Religion dazu. Nach Stationen in Neustettin, Breklum und Greifenberg i. Pom. kam er 1885 an das Schiller-Realgymnasium in seiner Geburtsstadt Stettin. Hier wurde er 1905 zum Professor (Gymnasialprofessor) ernannt. 1914 wechselte er an die Bismarck-Oberrealschule in Stettin, leistete aber während des Ersten Weltkriegs von 1914 bis 1917 Militärdienst, zunächst beim Generalkommando des II. Armee-Korps und dann als Führer einer Ersatzkompanie. Im Jahre 1920 trat er in den Ruhestand.  
Seinen Geburtsnamen „van Nießen“ ließ er 1904 in den Namen „von Nießen“ ändern, der durch Urkunden belegt gewesen sein soll. 
Er forschte und veröffentlichte zur Geschichte der Neumark und zur Geschichte Pommerns. Seine bedeutendsten Werke sind die „Geschichte der Stadt Dramburg“ (1897) und die „Geschichte der Neumark im Zeitalter ihrer Entstehung und Besiedlung“ (1905). Ferner verfasste er historische Schauspiele. Paul von Nießen war Ehrenmitglied der Gesellschaft für pommersche Geschichte und Altertumskunde.

## Werke (Auswahl)

### Wissenschaftliche Schriften
- Geschichte der Stadt Woldenberg i. N. Mit Unterstützung des Vereins für Geschichte der Neumark und der Stadt Woldenberg. Burmeister, Stettin 1893  (Google Books).
- Die Entstehung einer Territorialherrschaft im Lande Schivelbein und die Ausdehnung dieses Landes im 14. Jahrhundert. In: Schriften des Vereins für Geschichte der Neumark, Band 4, Landsberg a. W. 1896, S. 109–116 (Google Books).
- Geschichte der Stadt Dramburg. Festschrift zur Jubelfeier ihres sechshundertjährigen Bestehens. Jancke, Dramburg 1897 (Google Books).
- Geschichte der Neumark im Zeitalter ihrer Entstehung und Besiedlung. Dermietzel & Schmidt, Landsberg a. W. 1905.
- Über die Schöffen im ältesten Stettin. In: Baltische Studien. Band 34 NF. 1932, S. 56–96.

### Schauspiele
- Das Land am Meer wird deutsch. Geschichtliches Schauspiel in 5 Aufzügen. Saunier, Stettin 1914.
- Otto von Bamberg. Ein geschichtliches Schauspiel. Saunier, Stettin 1924, urn:nbn:de:gbv:9-g-5276201.